# 大橋駅 (茨城県)
大橋駅（おおはしえき）は、茨城県日立市大和田町一丁目にあった、日立電鉄日立電鉄線の駅（廃駅）である。

## 歴史
- 1929年（昭和4年）7月3日：常北電気鉄道久慈（後の久慈浜） - 常北太田間延伸に伴い開業。
- 1944年（昭和19年）7月31日：会社合併に伴い日立電鉄線の駅となる。
- 1968年（昭和43年）4月：無人化。
- 1969年（昭和44年）3月：駅舎解体。
- 1983年（昭和58年）10月20日：自転車置き場設置。
- 2005年（平成17年）4月1日：日立電鉄線の廃線に伴い廃止。

## 駅構造
相対式ホーム2面2線を有し列車交換が可能な地上駅であった。常北太田行き列車が発着する線路が直線の、一線スルーの配線であった。かつては木造の駅舎があったが1969年（昭和44年）に撤去され、廃止時にはホームとその上の上屋のみの駅となっていた。
開業当初は直営駅であったが1968年（昭和43年）に無人化され、以降は廃止まで無人駅であった。

## 駅周辺
- 日立大和田郵便局
- もみや幼稚園
- 国道293号
- 国道6号
- 常磐自動車道日立南太田IC

## 隣の駅
日立電鉄
日立電鉄線
川中子駅 - 大橋駅 - 茂宮駅